# ديربي لندن

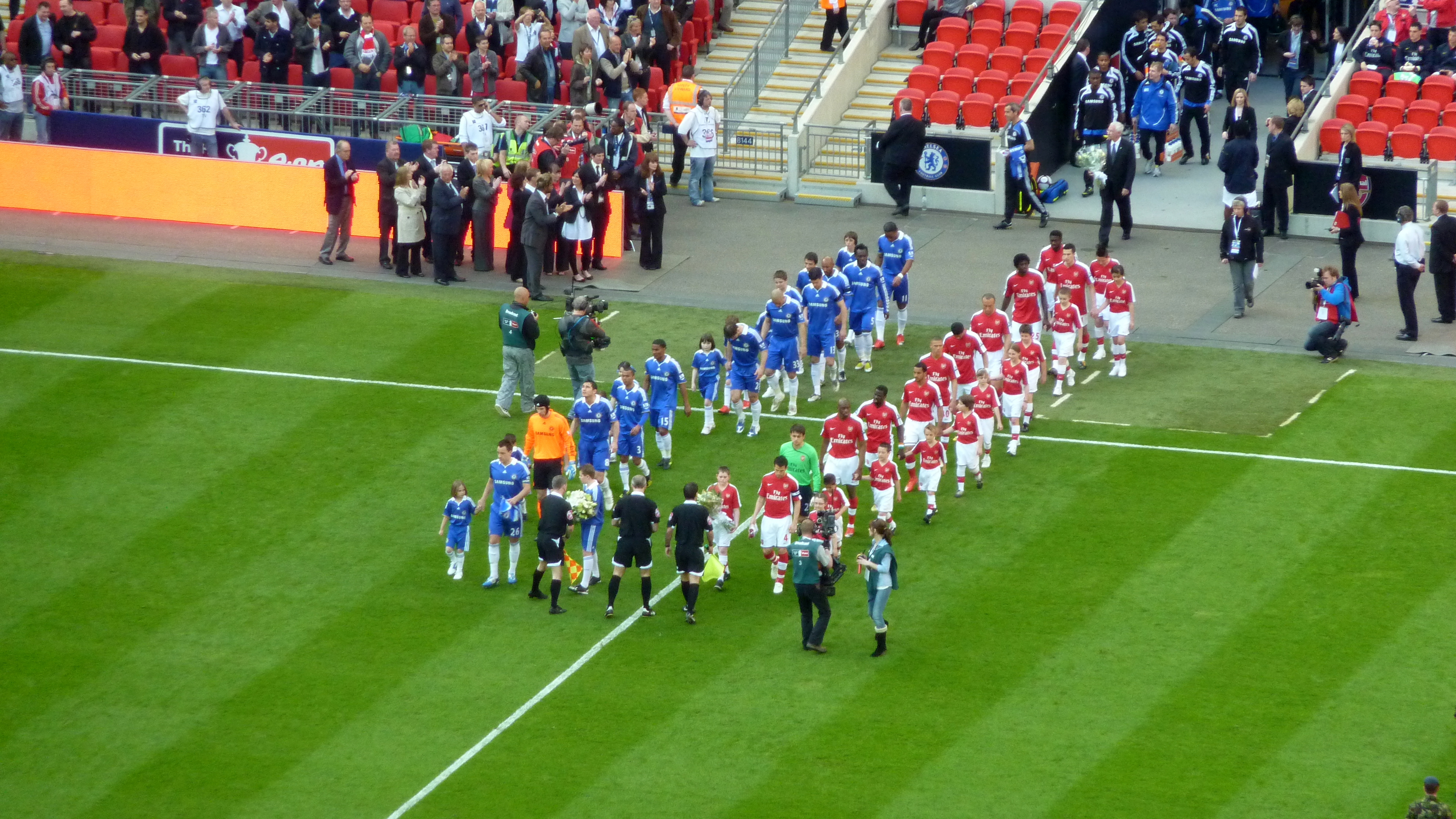
في الفترة الأخيرة أصبح مباريات آرسنال وتشيلسي تعرف باسم ديربي لندن بسبب عدد ألقاب التي حققها الفريقين.

ديربي لندن (بالإنجليزية: London derbies)‏ هو مصطلح يطلق على مجموعة من مبارايات ديربي كرة قدم تجمع بين أندية كرة القدم المتواجدة في العاصمة الإنجليزية لندن. و يشير في بعض الأحيان إلى الديربي الأشهر في لندن، وهو ديربي شمال لندن بين كل من آرسنال وتوتنهام هوتسبر، أو ديربي بين أكثر الفرق اللندنية حصداً للألقاب بين آرسنال صاحب 13 بطولة الدوري الإنجليزي الممتاز وتشيلسي الفائز بلقب دوري أبطال أوروبا.
لكن قد يشير في أحيانٍ قليلة إلى نسخ أخرى من ديربي ذو شهرة أقل وأهمية محلية فقط، مثل ديربي غرب لندن بين تشيلسي وفولهام، أو ديربي جنوب و شرق لندن بين وست هام يونايتد ونادي ميلويل، و ديربي جنوب لندن بين تشارلتون أثليتيك وكريستال بالاس.

## أندية كرة قدم متواجدة في لندن
آخر تحديث موسم 2020–21.
| القسم                                | الأندية |
| ------------------------------------ | --- |
| الدوري الإنجليزي الممتاز             | أرسنال، تشيلسي، كريستال بالاس، نادي فولهام، توتنهام هوتسبير، وست هام يونايتد |
| دوري البطولة الإنجليزية              | برينتفورد، ميلوول، كوينز بارك رينجرز |
| الدوري الإنجليزي الدرجة الأولى       | إيه أف سي ويمبلدون، تشارلتون أثلتيك |
| الدوري الإنجليزي الدرجة الثانية      | ليتون أورينت |
| دوري الرابطة الوطنية                 | بارنت، بروملي، داجنهام-ريدبريدج، ساتون يونايتد، ويلدستون |
| الرابطة الوطنية الجنوبية             | دولويتش هاملت، هامبتون-ريتشموند بورو، ويلينغ يونايتد |
| المستوى السابع لكرة القدم الإنجليزية | الدوري الأدنى: كارسالتون أثليتيك، كورنثيان كاشوال، كراي واندررز، إنفيلد تاون، هارينجي بورو، هورنشيرتش، كينغستونيان، وينجيت-فينشلي دوري كرة القدم الجنوبي: هارور بورو، هايز-ويدينج يونايتد، هيندون |

- الأندية سابقة التي كانت تقع في لندن هي ثاميس وويمبلدون.

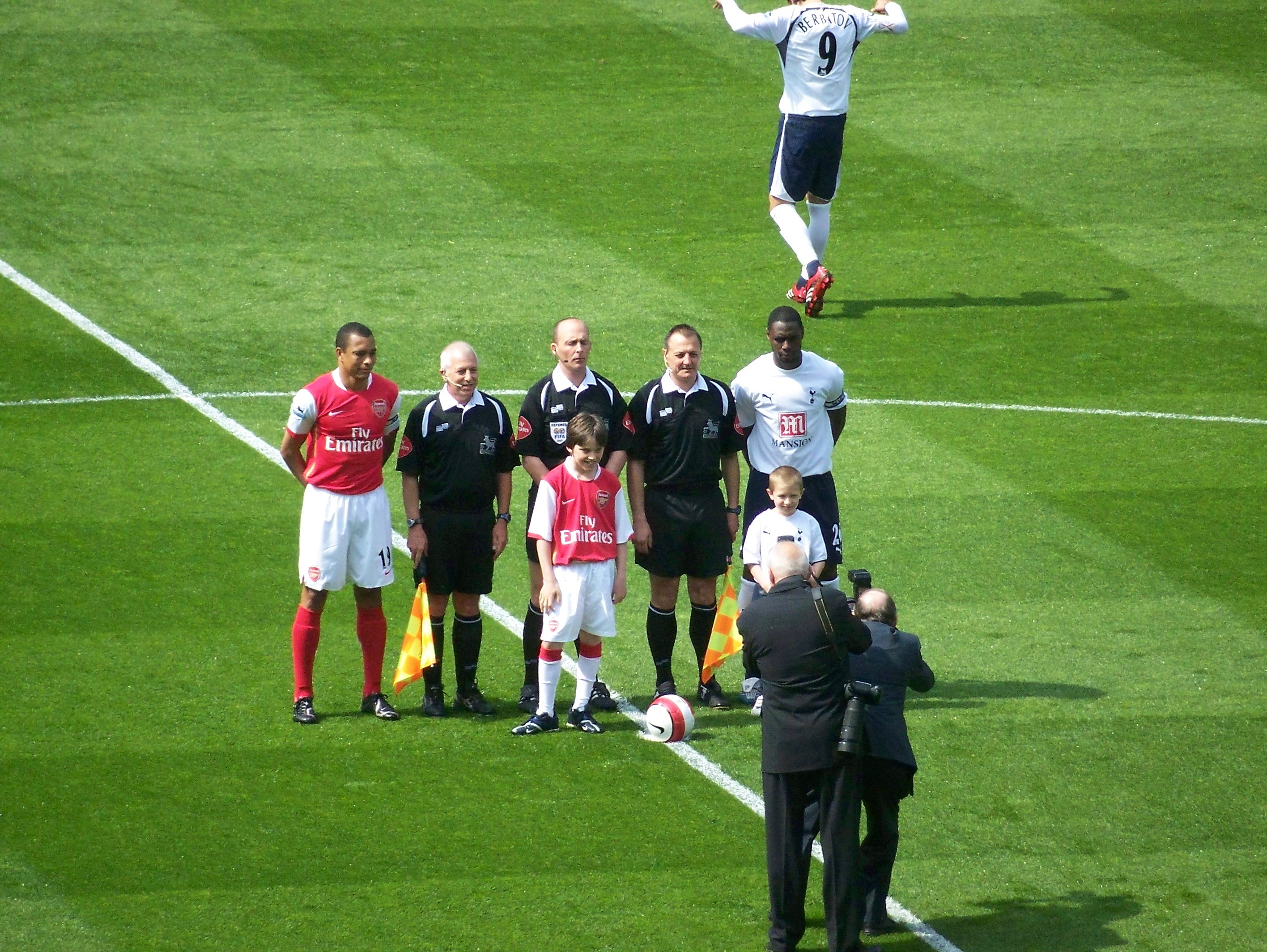
ديربي شمال لندن هو أشهر الديربيات اللندنية على الإطلاق، وهو بين كل من آرسنال وتوتنهام هوتسبر.

## أشهر ديربيات لندن
- ديربي شمال لندن: بين كل من أرسنال، و توتنهام هوتسبير. بدأ التنافس فيما بينهم منذ انتقال أرسنال إلى منطقة هايبري في شمال لندن في عام 1913، واشتدت المنافسة أكثر عندما صعد أرسنال إلى دوري الدرجة الأولى في عام 1919. وهو أكثر مباريات ديربي لندن احتدامًا وتنافساً، حيث يقع الناديان على بعد 4 أميال فقط (6.4 كم) عن بعضها البعض في الأحياء المجاورة. لعبوا ضد بعضهم البعض حوالي 200 مرة.
- ديربي شمال غرب لندن:
  - منافسة أرسنال-تشيلسي: هو التنافس أكثر حداثة بين أرسنال (من شمال لندن) وتشيلسي (من غرب لندن)، وقد ازدادت أهمية هذا الديربي منذ ظهور تشيلسي في أواخر التسعينيات. لعبوا بعضهم البعض لأول مرة في عام 1907 وتنافسوا معًا في أكثر من 200 مباراة.
  - منافسة توتنهام هوتسبير-تشيلسي: هو تنافس قديم بين توتنهام هوتسبير (من شمال لندن) وتشيلسي (من غرب لندن)، يعود تاريخه إلى أول لقاء بينهما في عام 1909، بين غرب لندن تشيلسي وشمال لندن توتنهام هوتسبر. لقد تواجه الفريقان في أكثر من 160 مرة.
- ديربي جنوب لندن: بين كل من تشارلتون أثليتيك، نادي ميلويل، ويمبلدون أيه أف سي وكريستال بالاس.
- ديربي غرب لندن: بين كل من تشيلسي، فولهام، كوينز بارك رينجرز وبرينتفورد.
- ديربي شرق لندن: بين كل من وست هام يونايتد، و ليتون أورينت.
- ديربي جنوب و شرق لندن: بين كل من وست هام يونايتد، و نادي ميلويل.